# Бісутун
Захір аль-Даула Бісутун (помер 977) — емір держави Зіяридів у 967—977 роках.
Другий син еміра Вушмгіра. Його мати не мала аристократичного походження. З 945 року брав участь у військових кампаніях батька проти Рукн ад-Даули. 959 року зазнав поразки від Алі ібн Ками (небожа Рукн ад-Даули) в Горгані. Згодом був намісником Табаристану, де 966 року зазнав поразки від Абу Абдаллах з Алідів. Оскільки його старший брат Салар загинув ще за правління батька, Бісутун збільшив шанси на трон. 
Після загибелі Вушмгіра в 967 році рушив до Горгану, щоб захопити владу. Проте його сходження оскаржив саманідський правитель Мансур I, який незадовго до смерті Вушмгіра віправив військо для спільного походу проти Рукн ад-Даули. Командувач армії підтримав ідею зробити брата Бісутуна — Кабуса — правителем держави Зіяридів. У відповідь Бісутун звернувся до Рукн ад-Даули, визнавши суверенітет останнього, намагаючись отримати підтримку. Своїми діями Бісуртун позбавив саманідське військо харчів, внаслідок чого воно невдовзі залишило Горган, повернувшись до Хорасану, але Кабус знайшов підтримку аль-Хасана ібн аль-Файрузана, володаря Сімнану. Зрештою Бісутуну вдалося завоювати Горган і Сімнан, змусивши Кабуса відмовитися від своїх претензій на трон.
Протягом решти свого правління Бісутун підтримував добрі стосунки з Буїдами. Він одружився з донькою Адуда аль-Даули, старшого сина Рукна аль-Даули, і в 971 році халіф аль-Муті, який був маріонеткою Буїдів, підтвердив за Бісутуном почесний титул захіра аль-даули. Натомість Бісуртун натіслав халіфові 60 тис. динарів разом з коштовним одягом та конем як подарунок. Став карбувати монети в Амолі, Сарі і Горгані.
Бісутун також звертав увагу на свій західний кордон. Відправив брата Лангара намісником до Гіляні, але того невдовзі було вбито Алідами. Тоді 973 року він звільнив аль-Хасана аль-Таїра з Алідів, якого ув'язнив його батько, і дав йому грошей, щоб він міг витіснити правителя прибережного міста Хаусам Абу Мухаммеда аль-Насіра (небожа Аль-Махді Ладдінулли з Алідів). 974 року аль-Хасан аль-Таїр був розбитий і вбитий Абу Мухаммедом. Його син Абуль-Хасан Алі зрештою вигнав Абу Мухаммеда з Хаусама, ймовірно, за підтримки Бісутуна, і визнав Зіяридів своїм повелителем.
Бісутун раптово помер у 977 році. Після короткої боротьби за владу з тестем Бісутуна — Дабаджем —  його брат Кабус успадкував владу.